# Robert E. Lee Wilson
Robert Edward Lee Wilson (geboren 5. März 1865 in Frenchman’s Bayou, Mississippi County, gestorben 27. September 1933 in Memphis) war ein amerikanischer Unternehmer. Er gründete Lee Wilson & Company, später eines der größten Landwirtschaftsunternehmen der Vereinigten Staaten.

## Leben
Robert E. Lee Wilson wurde als drittes Kind von Josiah Wilson und Martha Parson Wilson geboren. Neben den beiden Geschwistern hatte er noch zwei Halbschwestern.
Sein Vater betrieb 1860 eine 9,3 km² große Plantage mit rund 39 Sklaven und starb 1870 ohne eine Testament. Robert E. Lee Wilson erbte mit 5 Jahren rund 1,6 km² Farmland, dass aber mehrheitlich aus bewaldetem Sumpfland bestand. Sein Besitz wurde von einem Schwager verwaltet. Nachdem seine Mutter 1878 an einer Gelbfieberepidemie in Memphis (Tennessee) gestorben war, wurde er unter die Obhut eines Onkels gegeben. 1880 kehrte er nach Arkansas zurück und arbeitete auf einer Farm.
1882 erklärte er vor dem Gericht seine Volljährigkeit und begann mit dem Aufbau seiner eigenen Plantage. Am 20. Dezember 1884 heiratete er Elizabeth Beall. Das Paar hatte vier Kinder, von denen eines jung starb.
In der Folgezeit erwarb er Grundbesitz im sogenannten Arkansas Delta, vorrangig im Mississippi County (Arkansas). Zusammen mit seinem Schwiegervater Socrates Beall gründete er 1886 die Wilson & Beall Lumber Company. Er verkaufte das durch die Rodung des Sumpflandes entstandene Holz, um damit weiteres Land zu erwerben. Im Gegensatz zu anderen Holzfällerunternehmern behielt er das gerodete Land. Nach den Rodungen begann er mit der Trockenlegung der Flächen, um sie selber für die Landwirtschaft, vor allem den Anbau von Baumwolle und Getreide, nutzen zu können.
1904 gründete er die Lee Wilson and Company. Die Zentrale des Unternehmens errichtete er in dem von ihm errichteten Ort Wilson. Im Rahmen der Urbarmachung der Region gründete er auch die nach seinen Töchtern benannten Orte Victoria und Marie sowie Armorel (Kunstwort aus Arkansas, Missouri, R. E. Lee). 1908 gründete er zusätzlich eine Bank, um vor allem die eigenen Unternehmen sinnvoll finanzieren zu können. Dies Vorgehensweise führte dazu, dass das Unternehmen die Folgen von Überflutungen, Trockenheiten und der Großen Depression weitgehend unbeschadet überstehen konnte. Im Rahmen der Erschließung des Gebietes errichtete oder erwarb er mehrere Eisenbahngesellschaften um den Abtransport des Holzes günstiger zu gestalten und die wirtschaftliche Entwicklung der Orte anzukurbeln.
Wie andere Grundbesitzer seiner Zeit auch, war ein Großteil seines Besitzes an Farmer verpachtet, die die Pacht mit der Abgabe eines Teiles der Ernte bezahlten. Auch wurde gegen ihn mehrfach wegen Verstöße gegen die Freiheit einen Arbeitsplatz verlassen zu können, ermittelt.
Um das Überleben des Unternehmens zu sichern, erhielt er 1933 nach längeren Verhandlungen einen Kredit der staatlichen Reconstruction Finance Corporation. Außerdem unterstützte er die von Franklin D. Roosevelt angeschobenen Programme zur Verbesserung der Landwirtschaft. 1935 war das Unternehmen der größte landwirtschaftliche Empfänger von Unterstützungsleistungen der Agricultural Adjustment Administration.
Bei seinem Tod am 27. September 1933 verfügte sein Unternehmen über einen Grundbesitz von 263 km².
Robert E. Lee Wilson unterstützte den Bau von Schulen in Wilson. Er war Mitglied des Arkansas State Highway Commission sowie des Aufsichtsrats des Hendrix College und des A&M College (heute Arkansas State University). Er verfügte testamentarisch, dass ein Teil seines Nachlasses für Bildungszwecke genutzt werden sollte.